# Krzewina (Bisztynek)
Pour les articles homonymes, voir Krzewina.
Krzewina est un village polonais de la voïvodie de Varmie-Mazurie, dans le powiat de Bartoszyce.